# 特拉斯卡拉州
特拉斯卡拉（西班牙語：Tlaxcala）是墨西哥的一个州，位于墨西哥城以东，面積僅4016平方公里，為該國面积最小的州。
该州的大部分经济以农业、轻工业和旅游业为基础。旅游业植根于特拉斯卡拉的悠久历史，主要景点有卡卡斯特拉等考古遗址和特拉斯卡拉市内及周边的殖民时期建筑。

## 历史
历史上特拉斯卡拉是中美洲的一支部落，阿兹特克帝国曾发动过多次征服这支部落的战争，不过都没有成功。16世纪初荷南·科爾蒂斯入侵时期，和西班牙联合攻打阿兹特克帝国。由于和西班牙人的关系，使得它在被征服的部落中有较高的地位。